# Туалет у Стевнсі
Туалет у  Стевнсі — двометрова яма доби вікінгів, знайдена в поселенні Стевнс на острові Зеландія в Данії. Вона вважається найстарішим туалетом в Данії і єдиним туалетом того періоду, розташованим не в місті, а в сільській місцевості.  Яма була знайдена під час археологічних розкопок у 2017 році.

## Історія знахідки
Керівник археологічної експедиції співробітник Музею Південно-Східної Данії Анна Бек вирішила розкопувати яму, оскільки вважала, що це землянка або напівземлянка. Вже в процесі розкопок стало зрозуміло, що ця споруда призначалася не для житла.
Аналіз органічних залишків показав, що в нижньому шарі є мінералізоване насіння. Оскільки процес мінералізації відбувається в умовах низького кисню з високим вмістом фосфату, вважається, що тут знаходилось не що інше як екскременти. Археоботаніки виявили в тому ж таки шарі високу концентрацію лялечок, що також підтверджує гіпотезу, що ця яма слугувала відхожим місцем.
Аналіз пилку виявив у нижньому шарі значну кількість квіткового пилку.  Його багато в меді, який, як правило, є частиною людського раціону, і яким майже не годували тварин. Це слугує підтвердженням того, що дана знахідка є людським туалетом, а не вигрібною ямою.
Крім того, аналіз показав, що в шарах ґрунту майже не було привнесеного повітрям пилку. Тому археологи припустили, що яма розташовувалась в приміщенні, можливо всередині невеличкої споруди. Ця гіпотеза підтвердилась, коли по обидва боки від ями знайшли дві дірки з-під стовпів, які підпирали закриту конструкцію. Також були виявлені залишки будівельних матеріалів, які могли залишитися тут після знесення будівлі. 
Радіовуглецевий аналіз шару фекалій вказує на те, що цій ямі приблизно тисяча років. Тобто вона була вирита ще в добу вікінгів, а відтак є найстарішим туалетом, знайденим в Данії.

## Значення знахідки
Згідно етнографічних джерел до періоду новітньої історії окремі споруди для туалету будувалися тільки в містах. Вважалося, що до XIX ст. в сільській місцевості люди справляли свою потребу в сараях з худобою. Але яма в Стевнсі є доказом того, що спеціальні приміщення для відхожих місць були як у великих, так і в маленьких людських поселеннях ще в часи раннього середньовіччя. 
К'яртан Ленстед, директор музею Нордшелланд у Данії, вважає, що приблизно в добу вікінгів люди, які раніше жили під одним дахом з худобою, відділили хлів від свого житла. І як наслідок людина дистанціювалась від тварин не тільки просторово, але й емоційно, тому не хотіла більше справляти потребу разом з ними в хліву, а почала будувати собі окреме відхоже місце.
Швидше за все археологи і раніше натикалися на ями, подібні до знайденої в Стевнсі, але не ідентифікували їх як туалети. При розкопках міст і великих поселень простіше знайти відхожі місця, адже вони найчастіше все ще пахнуть фекаліями. Але в сільській місцевості через особливості органіки ґрунту людські нечистоти підлягають абсолютно іншому процесу розкладу, тому не залишають запаху.